# La tela di Carlotta (film)
La tela di Carlotta (Charlotte's Web) è un film del 2006 diretto da Gary Winick ed interpretato da Dakota Fanning.

## Trama
Una notte primaverile temporalesca in una fattoria, una scrofa partorisce 11 maialini. La piccola Fern Arable adotta il più gracile della cucciolata, altrimenti destinato ad essere abbattuto e lo battezza Wilbur. Qualche settimana dopo, Wilbur è cresciuto troppo per poter rimanere in casa e Fern è costretta a venderlo allo zio Homer Zuckerman, che lo sistema nel fienile. Wilbur si sente molto solo nella sua nuova casa, ma trova un'amica nella dolce Carlotta, un ragno che vive nel fienile. Lo scorbutico e ingordo ratto Templeton rivela a Wilbur che gli Zuckerman intendono metterlo all'ingrasso e macellarlo all'arrivo dell'inverno; Wilbur è sconvolto e Carlotta, dispiaciuta per il piccolo amico gli promette di aiutarlo.
Carlotta si rende conto che il solo modo per salvare Wilbur è renderlo speciale agli occhi dei suoi padroni e decide di tessere nella propria tela le parole adatte a descriverlo. Una mattina, gli Zuckerman scoprono nel fienile una ragnatela che recita "maialino" ("some pig") e ciò attira immediatamente l'attenzione su Wilbur, che diviene una celebrità; il fenomeno tuttavia, viene dimenticato nel giro di poche settimane. Carlotta tesse perciò una seconda tela su cui scrive "atomico" ("terrific"), parola suggerita dagli altri animali del fienile, ma anche questa volta la fama di Wilbur è di breve durata. Carlotta non si arrende e facendo leva sull'ingordigia di Templeton, convince il ratto a procurarle vecchi giornali da cui trarre ispirazione per nuove parole.
Fern viene a sapere che Wilbur verrà macellato e cerca di convincere Homer a iscrivere il maialino alla fiera della contea, sicura che la vittoria salverà Wilbur; Homer inizialmente non ne vuole sapere, ma si persuade grazie ad una nuova ragnatela che questa volta recita "radiante" ("radiant"), termine trovato da Templeton in un ritaglio di giornale. Homer rimane comunque deciso ad abbattere Wilbur in caso di sconfitta e Carlotta preoccupata, decide di accompagnare il maialino alla fiera; a lei si unisce un riluttante Templeton, che accetta di aiutare la ragnetta a trovare le parole per la tela che permetterà a Wilbur di vincere il concorso.
Wilbur non vince il primo premio, ma l'ultima tela di Carlotta, su cui è scritto "umile" ("humble"), gli vale comunque una menzione d'onore e una medaglia speciale: Homer commosso e meravigliato decide definitivamente di tenere il maialino, che potrà così tornare a casa. Carlotta però sta morendo, rimasta senza forze dopo aver deposto le uova con i suoi piccoli e Wilbur è costretto a dirle addio. Con il cuore a pezzi Wilbur aiutato da Templeton, decide di riportare la sacca con le uova di Carlotta alla fattoria per tenerle al sicuro; Carlotta felice lo ringrazia per esserle stato amico, dopodiché muore.
Giunto l'inverno Wilbur può finalmente ammirare la neve, com'era sempre stato il suo sogno e i piccoli di Carlotta vengono alla luce; quasi tutti i ragnetti lasciano subito il fienile, ma tre di essi decidono di restare. I discendenti di Carlotta continueranno a fare compagnia a Wilbur per molti anni.

## Produzione
È il secondo film ispirato all'omonimo racconto per bambini del 1952 dell'americano Elwyn Brooks White, dopo un film d'animazione del 1973.
Il nome completo di Carlotta, ovvero Carlotta A. Cavatica (Charlotte A. Cavatica), è un riferimento alla specie della protagonista, Araneus cavaticus, molto comune nel Nord America. Un ulteriore rimando è dato dal nome di una delle figlie di Carlotta, che si presenta a Wilbur come Aranea.

## Distribuzione

### Data di uscita
Il film venne distribuito in varie nazioni, fra cui:
| Paese       | Titolo                               | Data             |
| ----------- | ------------------------------------ | ---------------- |
| Stati Uniti | Charlotte's Web                      | 7 dicembre 2006  |
| Grecia      | sconosciuto                          | 21 dicembre 2006 |
| Giappone    | sconosciuto                          | 23 dicembre 2006 |
| Danimarca   | Charlottes tryllespind               | 25 dicembre 2006 |
| Messico     | La telaraña de Charlotte             | 29 dicembre 2006 |
| Venezuela   | sconosciuto                          | 29 dicembre 2006 |
| Germania    | Schweinchen Wilbur und seine Freunde | 4 gennaio 2007   |
| Brasile     | A Menina e o Porquinho               | 12 gennaio 2007  |
| Argentina   | La telaraña de Charlotte             | 25 gennaio 2007  |
| Rep. Ceca   | Sarlotina pavucinka                  | 25 gennaio 2007  |
| Norvegia    | Charlottes tryllevev                 | 26 gennaio 2007  |
| Francia     | Le Petit Monde de Charlotte          | 7 febbraio 2007  |
| Portogallo  | A Teia da Carlota                    | 8 febbraio 2007  |
| Svezia      | Min vän Charlotte                    | 9 febbraio 2007  |
| Inghilterra | Charlotte's Web                      | 9 febbraio 2007  |
| Ungheria    | Malac a pácban                       | 15 febbraio 2007 |
| Finlandia   | Lotta ystäväni                       | 16 febbraio 2007 |
| Italia      | La tela di Carlotta                  | 9 marzo 2007     |
| Israele     | sconosciuto                          | 22 marzo 2007    |
| Egitto      | sconosciuto                          | 28 marzo 2007    |
| Turchia     | sconosciuto                          | 20 aprile 2007   |
| Spagna      | La telaraña de Carlota               | 27 aprile 2007   |

## Accoglienza

### Critica
Nel film, che ricorda per struttura Babe, si mescolano live action e computer grafica, amicizia, spirito di sacrificio e il concetto per cui la comicità è «importante per sopravvivere». Il film con i suoi personaggi riesce a commuovere.

## Riconoscimenti
- 2007 - Saturn Award
  - Candidatura Miglior film fantasy
  - Candidatura Migliori effetti speciali a Karin Joy, John Andrew Berton jr, Blair Clark e John Dietz
- 2007 - Critics' Choice Awards
  - Miglior film per famiglie
  - Candidatura Miglior giovane attrice a Dakota Fanning
  - Candidatura Miglior canzone ("Ordinary Miracle") a Sarah McLachlan
- 2007 - Genesis Awards
  - Miglior film per famiglie
- 2007 - Kids' Choice Awards
  - Star cinematografica femminile preferita a Dakota Fanning
- 2006 - Las Vegas Film Critics Society Awards
  - Miglior canzone ("Ordinary Miracle") a Sarah McLachlan
  - Miglior film per la famiglia
- 2006 - Phoenix Film Critics Society Awards
  - Miglior film per la famiglia
- 2006 - St. Louis Film Critics Association Awards
  - Candidatura Miglior film di animazione/film fantasy
- 2006 - Premio Visual Effects Society
  - Candidatura Outstanding Visual Effects in an Effects Driven Motion Picture a Karin Joy, John Berton, Blair Clark e John Dietz
  - Candidatura Outstanding Performance by an Animated Character in a Live Action Motion Picture a Grant Adam, Daniel Fotheringham, Avi Goodman e Paul Buckley per il personaggio "Wilbur"
  - Candidatura Outstanding Performance by an Animated Character in a Live Action Motion Picture a Todd Labonte, Jason Armstrong, Sven Jensen e David Richard Nelson per il personaggio "Templeton"
- 2007 - Young Artist Award
  - Miglior performance in un film - Giovane attore non protagonista a Dominic Scott Kay
  - Miglior performance in un film - Giovane attrice protagonista a Dakota Fanning